# Jozef Obert
Jozef Obert (Partizánske, 4 gennaio 1938 – Bratislava, 18 ottobre 2020) è stato un calciatore cecoslovacco, di ruolo attaccante.

## Biografia
Anche suo nipote Adam ha intrapreso la carriera da calciatore.

## Carriera

### Club
Ha sempre giocato nel campionato cecoslovacco.
Nella Coppa delle Coppe 1963-1964 ha segnato 4 reti.

### Nazionale
Ha collezionato 4 presenze in Nazionale.